# إيفوزي مهدب
ايفوزي مهدب أو كريل مهدب (الاسم العلمي:Thysanoessa) هو جنس من الحيوانات البحرية يتبع فصيلة الايفوزية من رتبة الايفوزيات.

## أنواع
- ايفوزي إجتماعي (الاسم العلمي:Thysanoessa gregaria)
- ايفوزي أعزل (الاسم العلمي:Thysanoessa inermis)
- ايفوزي لا شوكي (الاسم العلمي:Thysanoessa inspinata)
- ايفوزي طويل الذنب (الاسم العلمي:Thysanoessa longicaudata)
- ايفوزي طويل القدم (الاسم العلمي:Thysanoessa longipes)
- ايفوزي طويل الذيل (الاسم العلمي:Thysanoessa macrura)
- ايفوزي صغير (الاسم العلمي:Thysanoessa parva)
- ايفوزي راشي (الاسم العلمي:Thysanoessa raschii)
- ايفوزي أشوك (الاسم العلمي:Thysanoessa spinifera)
- ايفوزي مجاور (الاسم العلمي:Thysanoessa vicina)